# Неврокопска синагога
Неврокопската синагога (на иврит: בית הכנסת בגוצה דלצ'ב), наричана Хаврата (от турски: Havra, синагога), е бивш юдейски храм в град Гоце Делчев (Неврокоп), България.

## Местоположение
Синагогата се намира на ъгъла между улица „Кавала“, улица „Бяло море“ и площад „Митрополит Борис“.

## История
Общността е основана в края на ΧΙΧ век от евреи бежанци от Руско-турската война в 1877 - 1878 година, пристигнали в останалия под османски контрол Неврокоп. През 1900 година в града има 110 евреи. Евреите се установяват в южните махали Варош и Ески Варош или днешния център.
След Балканските войни градът остава в България. След Първата световна война в Неврокоп остава еврейска общност от 166 души. По-голямата част от членовете на общността имигрират в Израел след основаването му.
На 2 септември 1930 година градският общински съвет взема решение за отпускане Неврокопската израилска вероизповедна община на парцел за построяване на синагога. Сградата е завършена в 1939 година.
Синагогата е малък храм. Представлява висока тухлена сграда на два етажа, с интересен градеж от тухли, и форма, съобразена с околното пространство. Има голям балкон-галерия и малка сцена с отлична акустика.
Сградата престава да служи като синагога, когато неврокопските евреи заминават за Израел по време на Голямата алиа от 1948-1949 година. В града остава само едно еврейско семейство - Баробови (Барух), което закупува синагогата и се заселва на горния етаж, като долният става магазинна площ.
- Портите със Звездата на Давид
- Куполът със звездата на Давид на прозореца